# トラーパニ県

トラーパニ県
Libero consorzio comunale di Trapani

トラーパニ県（トラーパニけん、イタリア語: Libero consorzio comunale di Trapani）は、イタリア共和国シチリア州に属する県の1つ。県都はトラーパニ。
法制上の位置づけは、2015年に従来の県 (Provincia regionale) からコムーネ自治組合（Libero consorzio comunale）に移行した。
イタリア語版ウィキペディア等では廃止された Provincia di Trapani と新設された Libero consorzio comunale di Trapani が別項目になっているが、便宜上双方を「トラーパニ県」として本項で扱う。

## 名称
標準イタリア語以外では以下の名称を持つ。
- シチリア語: Pruvincia di Tràpani

## 地理

### 位置・広がり
シチリア州で最も西に位置する県であり、マルサーラにはシチリア島最西端のリリベオ岬 (it:Capo Lilibeo) がある。北・西・南の三方を地中海に囲まれており、リリベオ岬から北側はティレニア海、南側はシチリア海峡（シチリア水道）と呼ばれる。トラーパニ西方のエーガディ諸島や、シチリア島から南西に約100km離れた離島パンテッレリーア島も県域に属する。
県都トラーパニは県の西北部のティレニア海沿岸に位置し、州都パレルモから西南西約75km、アグリジェントから北西へ約122km、チュニジアの首都チュニスから北東へ約247km、サルデーニャ島のカリャリから南東へ約324kmの距離にある。
隣接する県は以下の通り。
- パレルモ県 - 東
- アグリジェント県 - 南東

### 主要な都市

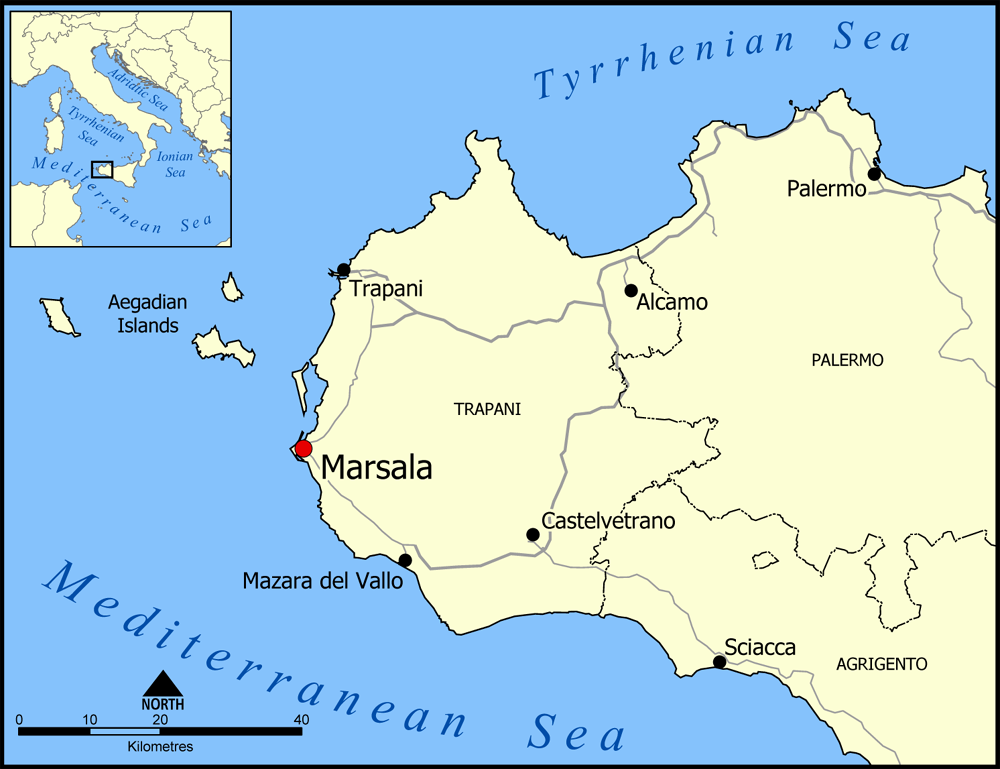
トラーパニ県の主要都市

2022年の国勢調査に基づく居住地区（Località abitata）別人口統計によれば、人口2万人以上の都市・集落は以下の通り。（　）内は所属コムーネ（自治体）名を示すが、都市名と同一の場合は省いた。
- マルサーラ - 80,474人
- トラーパニ - 56,293人
- マツァーラ・デル・ヴァッロ - 50,312人
- アルカモ - 44,719人
- カステルヴェトラーノ - 29,592人
- カーサ・サンタ （エーリチェ） - 26,435人

県には主要に5つの都市がある。西部の沿岸部には北からトラーパニ、中央にマルサーラ、南にマツァーラ・デル・ヴァッロの都市があり、北東部にはアルカモ、南東部にはカステルヴェトラーノがある。
マルサーラ市は県内で最多の人口を持つコムーネであり、その中心地区は最多の人口を有する居住地区である。県都トラーパニはこれに次ぐが、その市街地は隣接するエーリチェのカーサ・サンタ地区も含まれており、周辺地区も含めたトラーパニの都市圏は約10万人の人口を有する。
- マルサーラ
- トラーパニ
- マツァーラ・デル・ヴァッロ

## 行政区画
トラーパニ県には25のコムーネが属する。
主要なコムーネ（人口2万人以上）は下表の通り。左端の数字はISTATコードを示す。人口は2022年12月31日現在

| コード | 自治体名                   | 人口   |
| ------ | -------------------------- | ------ |
| 081011 | マルサーラ                 | 80,145 |
| 081021 | トラーパニ                 | 69,183 |
| 081012 | マツァーラ・デル・ヴァッロ | 50,017 |
| 081001 | アルカモ                   | 45,315 |
| 081006 | カステルヴェトラーノ       | 31,761 |
| 081008 | エーリチェ                 | 27,970 |

## スポーツ
プロサッカークラブとして以下がある。
- トラーパニ・カルチョ

## 交通

### 空港
- トラーパニ・ビルギ空港（英語版） （トラーパニ）
- パンテッレーリア空港（英語版） （パンテッレリーア島）

## 人物

### 著名な出身者
- ジョアン・マテウス・アダミ - 16-17世紀のイエズス会宣教師。日本で殉教。マツァーラ・デル・ヴァッロ生まれ。
- ジョヴァンニ・ジェンティーレ - 19-20世紀の哲学者・政治家。カステルヴェトラーノ生まれ。
- サルヴァトーレ・マランツァーノ - アメリカで活動したコーサ・ノストラのボス。カステッランマーレ・デル・ゴルフォ生まれ。
- ジョゼフ・ボナンノ - アメリカで活動したコーサ・ノストラのボス。カステッランマーレ・デル・ゴルフォ生まれ。
- ピエトロ・コンサグラ（英語版） - 20-21世紀の彫刻家。マツァーラ・デル・ヴァッロ生まれ。
- アントニオ・ツィキキ（英語版） - 物理学者。トラーパニ生まれ。